# ميلي سبرينغر
ميلي سبرينغر (بالهولندية: Melle Springer)‏ هو لاعب كرة قدم هولندي في مركز الدفاع، ولد في 30 ديسمبر 1998 في هارلم في هولندا. لعب مع إي زد ألكمار.

## وصلات خارجية
- ميلي سبرينغر على موقع قاعدة بيانات كرة القدم.إي يو (الإنجليزية)
- ميلي سبرينغر على موقع Soccerway.com (الإنجليزية)